# Temple (tauromaquia)
Hay unanimidad respecto al concepto templar en tauromaquia, en cuanto a su sentido general. Es una acción que el torero ejerce sobre el toro valiéndose de sus más habituales engaños: el capote y la muleta. La acción de templar consiste en acompasar rítmicamente la velocidad de movimiento que el torero imprime al engaño con la velocidad de la embestida del toro. Entonces se puede aplicar el concepto sustantivo de temple: el diestro toreará con temple si es capaz de guardar la pequeña distancia apropiada entre el engaño y los pitones.

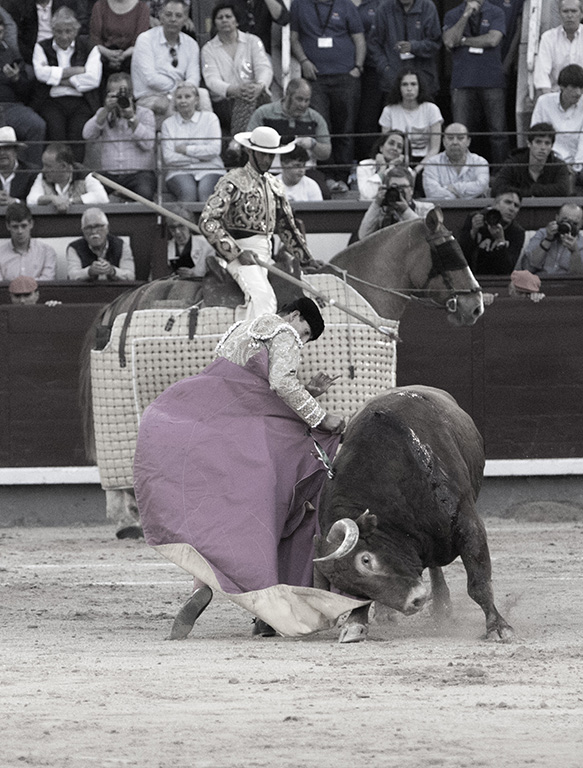
Remate final de la misma media verónica enroscando al toro con temple y mando

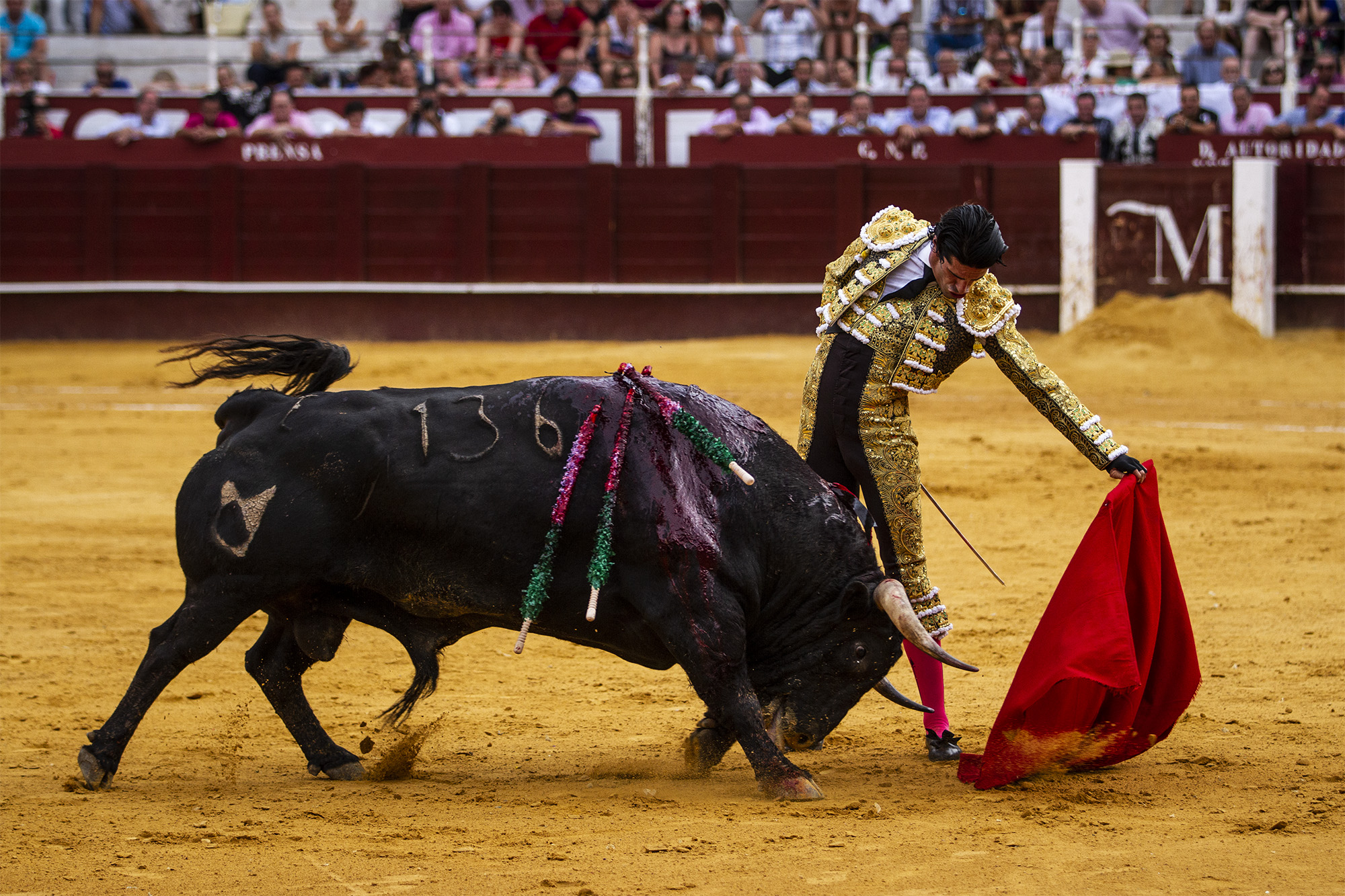
Templado natural de Talavante

O dicho de manera negativa: el torero no templa si mueve el engaño con mayor velocidad de la que trae el toro en el embroque, porque si adelanta el engaño no llevará al animal embarcado y este puede derrotar hacia él; o bien, por el contrario, tampoco templará si permite que, por su mayor velocidad, el toro alcance a tocar con sus cuernos el engaño, con lo cual el animal "aprende" respecto a la naturaleza engañosa del objeto que persigue, y dificultará notablemente la capacidad de mando del torero.
Consecuentemente, no se discute que templar es una de las bases fundamentales del canon taurómaco, y por ello figura de forma fija entre las reglas establecidas para el toreo desde la famosa trilogía técnico-estética de Juan Belmonte: "Parar, templar y mandar". Aunque, de hecho, en el uso del verbo templar, con el significado descrito supra, se le anticipara Bombita.
En cambio, no hay unanimidad en una cuestión íntimamente relacionada: si es o no es posible que el temple del torero pueda ralentizar la velocidad de la embestida del toro. Poder hacerlo implicará someterle a una mayor lentitud por razones de un sentimiento emocional y artístico que, entre otras cosas, no solo evidenciará el dominio técnico del diestro, sino que posibilitará la pausada degustación estética de la faena, con una inmediata transmisión emotiva de la torería al público. En el posterior análisis se ha de ver el gran peso específico que presentan toreros y teóricos defensores de la real capacidad de algunos diestros para imponer una mayor lentitud a la embestida de los astados. Es decir, que optan decididamente por dar un mayor alcance al contenido del tecnicismo taurino temple: la cualidad de la lentitud. El léxico tradicional recoge la idea con la expresión "recrearse en la suerte".
Templar y temple son cualidades relativamente recientes en la tauromaquia. A los propósitos básicos de engaño y de debilitamiento del toro para poder matarlo, durante el siglo XIX se fueron añadiendo habilidades técnicas que introdujeron, por ejemplo, el recurso de ligar los pases. Al ir avanzando en ese camino toreros como Lagartijo, Frascuelo y particularmente Guerrita, que a su vez influían en sus coetáneos, también se fue progresando en la necesidad de templar (aunque no se acuñara aún como término), que culmina ya en el siglo XX con  Joselito el Gallo. Y junto a este, que proviene de esa tradición, que él perfecciona hasta el extremo, surge la figura revolucionaria de Juan Belmonte, que de su propio ingenio aporta una forma nueva de torear, que establece ya definitivamente la necesidad básica de templar, y asimismo de fijar el verbo, y su sustantivo, como conceptos taurinos fundamentales. Debe pues entenderse que para desarrollar este artículo sea necesario recurrir frecuentemente a la tauromaquia belmontina.

## Etimología del verbotemplar
Según el Diccionario de Corominas, el uso del verbo, en la forma primitiva de temprar [sic], es anterior al del sustantivo, entrando entre nuestras palabras patrimoniales entre 1220 y 1250, proveniente del latín těmpěrāre, que significaba "combinar adecuadamente, moderar, templar". Y aparecía ya de forma usual la forma actual "templar" en el castellano del siglo XIV. Conviene hacer notar que ya en latín los tres significados fundamentales de la palabra que elige el etimólogo habrían sido perfectamente aplicables al concepto taurómaco actual. En cuanto al sustantivo "temple", deriva del verbo, y lo detecta Corominas en 1490.

## Definiciones de la RAE
De las 17 acepciones que aporta el diccionario académico de templar, la mayoría como verbo transitivo, la n.º 1 ya sirve para el concepto taurino: "Moderar, entibiar o suavizar la fuerza de algo". Pero además recoge, en su acepción n.º 11, un significado específico, también transitivo, en tauromaquia: "Ajustar el movimiento de la capa o la muleta a la embestida del toro, para moderarla o alegrarla". Puede destacarse que, en esta definición el complemento directo es "el movimiento", y que se señalan dos complementos de finalidad de la acción, y el segundo de ellos, "alegrar la embestida del toro", no deja de ser enriquecedor técnicamente, pero reflejaría la sosería del toro o su falta de bravura.
En cuanto al sustantivo temple, la RAE coincide con Corominas en considerarlo derivado del verbo, y se limita a apuntar, en su acepción 12 que, en tauromaquia es "Acción y efecto de templar". Queda pues clara la conjunción semántica de verbo y sustantivo. Pero también tiene interés la acepción 6, que apunta a la psicología general y emplean también a veces los escritores taurinos (y por eso recogen algunos diccionarios especializados): "Fortaleza enérgica y valentía serena para afrontar las dificultades y los riesgos".
Otros buenos diccionarios generalistas no aportan nada digno de reseñar, salvo el ejemplo que expone uno de ellos (encabezado por un académico) del sustantivo, tanto por el autor de la cita como por la oportunidad de su contenido: Díaz-Cañavate Paseíllo [por el planeta de los toros], [pg.]36 : "Con el arregusto del temple, le lleva sin sentir adonde él quiere, que eso, según el señor Antolín, es el arte del toreo".

## Definiciones de lexicografía especializada
Cossío, en 1943, define así templar: "Adecuar el movimiento del capote a a la violencia, velocidad, etc., de la embestida del toro". Evidentemente, se echa en falta la alusión a la muleta, lo que sigue demostrando la lentitud con la que entra el término en el uso, pese a lo comentado antes por Federico Alcázar, a no ser que, en los orígenes de este tecnicismo taurino, se aplicara con preferencia al capote. Y, respecto al sustantivo temple, Cossío es escueto: "Efecto de templar".
Patier define: "Moderar, entibiar o suavizar la fuerza o embestida del toro". Es decir, que al introducir la idea añadida de "templar la fuerza", está asimilando el concepto al de ahormar, a modo de sinonimia. En cuanto a temple, en vez de asimilarlo al concepto verbal, le da un sentido "figurado": "Arrojo, valentía, etc.", que ciertamente también a veces se ve reflejado en las redacciones periodísticas, sinónimo  asimismo de "entereza", en general, sin relación directa con el acompasamiento de la embestida concreta.
Nieto Manjón define templar y toma posturas: "Tercer tiempo de una suerte, consistente en adecuar el movimiento del capote o muleta a la violencia y velocidad de la embestida del toro, intentando suavizar la misma para que se acople a la del torero". Su primera toma de postura es considerar la voz definida como "tercer tiempo", aunque no aclare los dos primeros, que hipotéticamente serían parar y citar. Y la segunda es más clara: se alinea con los toreros y teóricos que creen en la posibilidad del torero de modificar la velocidad del toro. Por otra parte ya se ha consignado supra la aportación que hace de una cita de Federico M. Alcázar sobre la modernidad del término templar. En cuanto al sustantivo temple: "Acción y efecto de templar el torero al toro". En cuanto a la cita de autoridad que suele aportar, es de Marcial Lalanda: "El temple, que según mi padre comenzó a practicar el Guerra, es acompasarte a la velocidad del toro y, poco a poco, hacer que él se acople a la tuya". Apunta aún Nieto Manjón otro sustantivo derivado de templar: "En menor medida se ha empleado, con el mismo significado, la palabra templanza". Y cita su uso por parte de Federico Alcázar: "... al acoplarse a las reses y graduar su velocidad surge la templanza...".
José Carlos de Torres difiere de Nieto Manjón en cuando a los tiempos del canon al definir el verbo: "Como segundo tiempo del parar con el engaño, atemperar la acometida del toro procurando hacerla lo más lenta posible; en los bichos broncos y agresivos, acompañarla con el fin de hacerla lo más armónica posible. Llevarlo toreado". Se ciñe a la definición del toreo que da Belmonte: "parar, templar y mandar". Por eso habla de segundo tiempo. Es de notar que da prioridad a la capacidad de atemperar y ralentizar la embestida. Después añade dos acepciones más, que se añaden aquí por su interés, aunque excedan los límites de estudio de este artículo: "También en los encierros cuando corren delante del morrito los corredores. || Y en la suerte de varas, templar el palo". En cuanto a temple, reproduce la definición canónica de la RAE. E introduce como entrada propia el concepto templanza, como sinónimo: "temple".
Finalmente Andrés Amorós, que no escribe un diccionario al uso, con pretensión exhaustiva, sino seleccionando terminología clave y explayándose en ella, aporta lo siguiente: El temple consiste en acomodar el movimiento de los engaños a la velocidad del toro a lo largo de toda la embestida. Si se mueven muy rápidos, el diestro no manda y puede quedar al descubierto, con el riesgo que eso implica; si se mueven demasiado lentos, el toro tropezará con las telas, desluciendo el remate del pase y aprendiendo [...] El ideal consiste en ir logrando que la embestida del toro se vaya acomodando progresivamente a los deseos del lidiador, es decir, toreándolo cada vez más despacito". Aporta también una cita de Corrochano que se expone infra.

## Introducción tardía de la palabra
Se debe constatar aquí que las viejas Tauromaquias de Pepe Hillo (en el "Alfabeto de voces") y de Paquiro (en su léxico taurino ampliado respecto a Hillo), no contemplan los términos templar ni temple. El Gran diccionario taurómaco de Sánchez de Neira, ciertamente completísimo, publicado en 1896, tampoco introduce esas entradas, y por eso no ha aparecido en el epígrafe anterior. Tampoco aparece la palabra en el rico léxico utilizado por Peña y Goñi, centrado en otra forma de ver el toreo: técnicas de sometimiento y muerte.
Hay que esperar al siglo XX para encontrar la aproximación a estos conceptos, cuando Amós Salvador, en su Teoría del toreo (1908) se ocupa de las "reglas a que debe ajustarse el manejo del engaño", planteando, en el epígrafe "la velocidad del engaño", un antecedente claro de la importancia de adecuar tal velocidad a la de la embestida.
En El Cossío encontramos la cita del sustantivo temple en un revistero de 1917: "¡Vaya temple, vaya estilo y vaya valentía!: y sin desplantes, con naturalidad, sin darle importancia a lo que hacía" (Francisco Moya. Sol y sombra).
Pero todavía Federico Alcázar, en su Tauromaquia moderna, de 1936, dice que templar es "una de las muchas voces que han surgido modernamente en la terminología taurina", y que se hace "uso frecuente" de ella.

## Interpretación del concepto por los toreros
Aunque resulta complicado detectar los primeros usos de templar y temple, y no se puede asegurar con certeza quien lo hizo por primera vez, si es seguro que uno de los primeros en escribir el concepto con el sentido taurómaco actual es el propio torero Bombita, al publicar su libro Intimidades taurinas y el arte de torear en 1910, cuando, poniéndose en la perspectiva analítica del público, acuña magistralmente: "Yo, aficionado, me fijaría más [...] en el terreno que pisase el diestro, en que éste citase con la pierna contraria, templase con la muleta, recogiera con los vuelos y sin moverse estuviera preparado para el otro pase".<re>Ricardo Torres, Bombita. Intimidades taurinas y el arte de torear. Ibídem.. Pg. 109.</ref> Obsérvese la capacidad de síntesis que tiene el aserto, pues integra, de forma implícita o explícitamente, las reglas de citar y parar, cargar la suerte, templar, rematar (con mando) y ligar (sin moverse). Y con ello, anticipa en  bastantes años no solo la formulación de la trilogía de Belmonte, sino la de todos los que después la ampliaron o modificaron... sin salirse ninguno del sintético canon aquí establecido por Ricardo Torres.
Juan Belmonte, como se expuso ya en la entrada, acuñó la trilogía "parar, templar y mandar", y, de forma coherente, fue el gran impulsor de la necesidad de templar toreando. El propio torero lo expresa solo cuatro años después de tomar la alternativa: "Aquella temporada de 1917, que comenzó bajo tan malos auspicios, fue la que después han llamado los aficionados el año de Belmonte. Toreé 97 corridas, y estoqueé hasta 206 toros. No tuve ningún percance serio, y mi entusiasmo por el toreo fue creciendo de corrida en corrida, hasta llegar al final de la temporada con el mejor temple y vibrando con un diapasón altísimo". Y el propio autor del Tratado..., que en un principio se muestra reticente con el torero, dada su pasión joselitista, tiene que terminar reconociendo: "La lentitud con que practicaba las suertes , el temple con el que las llevaba a cabo, era admirable y nadie le ha superado en este aspecto". Tuvo en cambio Belmonte un admirador incondicional, Luis Bollaín, que entra a analizar la relación del temple con la lentitud: "A la impresionante belleza plástica de la reunión del hombre con la fiera se unió una ejecución portentosa de ritmo, de lentitud, de suavidad, y, sobre todo, de duración". Sabido es que Belmonte era un hombre enfermizo al que los médicos, como Marañón, recomendaban continuamente reposo. Él replicaba: "Pues a guardar reposo continuado entre corrida y corrida [...] Sostenerse en pie es, al fin y al cabo, la única fuerza que le hace falta al torero [...] los únicos que han de moverse son los brazos, y tan lentamente, que no cabe pensar en el cansancio". Y sigue Bollaín: "Bajo la capa burlesca del humor, Belmonte, exponiendo la fórmula para suplir ante el toro su falta de energía [...] daba la definición exacta de su toreo, de su maravilloso toreo de temple y de brazos". Respecto a la relación del temple con la lentitud, el propio Belmonte dejó aclarado: "Puedo decir, sin jactancia, que muchas, muchísimas veces, cité, más que con el capote o con la muleta, con la llama viva de mi concepción del arte; y que, citando así, toreé despacio y limpio a toros fuertes y rápidos. Cuando el acierto y la inspiración fueron mis acompañantes, el lento andar del engaño que mis manos movían regulaba la velocidad del toro. Era pues, éste el que se ponía a mi son, y no yo al suyo".
En cuanto a Marcial Lalanda, en 1987 (es decir, desde sus viejas y sopesadas rememoraciones) afirma que, tras Joselito y Belmonte, los toreros podían seguir "sin imitaciones, [...] la línea del verdadero toreo". Él entró "en liza en la línea de José", mientras otros "siguieron en la línea de Belmonte, en el estilismo". Esa opción general puede explicar que su visión personal, como torero, del temple, difiera tanto del torero de Triana como traslucen los siguientes renglones, que afectan de lleno al debate aludido en la entrada de este artículo sobre la relación entre temple y toreo despacioso: "Juan Belmonte, el gran revolucionario del toreo moderno, toreaba muy lento porque, en cierto modo, no tenía otro remedio. Toreando metido en aquellos terrenos, no tenía otra solución para hacer bien el toreo que ir templando a los toros a la medida de la velocidad de su embestida. Por eso puede torearse con temple y deprisa, violento. Para mí el temple supone, básicamente, adaptarse a la velocidad del toro. Podríamos decir, paradójicamente, que es lo contrario de un cierto dominio [...] El temple se traduce en un punto muy concreto: que el toro no toque nunca la muleta o el capote. Siempre que el toro la toca, al final de una suerte, es que se ha realizado de modo imperfecto, no le ha dado tiempo al torero para redondearla [...] Podríamos sacar de aquí una conclusión muy simple: hay que fijarse mucho más en cómo se remata la suerte, no solo en cómo se inicia". No existe, pues, para Marcial, la posibilidad de refrenar con el temple la embestida del astado, y queda manifiesta su poco velada crítica al "dominio" de Belmonte, que descompone de forma absoluta la conocida trilogía de parar, templar y mandar.
Entre los muchos posibles, se seleccionan a continuación algunos otros toreros emblemáticos.
Es bien sabido que Domingo Ortega asumió la trilogía de Belmonte pero añadiendo una cuarta regla: "parar, templar, cargar y mandar", aunque el nuevo principio (cargar la suerte) lo daba por incluido en la propia intención de Belmonte, dentro del concepto mandar. Precisamente hablando de Belmonte decía Ortega: "Era este un torero de normas clásicas, de formación rondeña, con templanza, con cargazón de la suerte, con lentitud". Se observa el uso del otro derivado de templar, menos usado: templanza, que ya vimos que recogía algún diccionario; y de nuevo la conjunción de temple con lentitud. En unas declaraciones a Vicente Zabala, Domingo Ortega afirmaba que Belmonte era el torero que más le había impresionado, porque "reunía tres condiciones fundamentales: valor, temple y sentido de las distancias". Y más en general, sobre el toreo, era lapidario: "Las distancias y el temple lo son todo en el arte de torear". Del entendido público de Sevilla decía que sabía reconocer "el mérito que tiene templarle y llevarle muy suavemente por donde no quiere ir". También escribió: "la suavidad y la lentitud es lo que más les agrada a los toros". Por eso, cuando era ganadero, quería mover a los toros sin correrlos, sin violencias: "No se debe sobresaltar al toro. Que se vayan acostumbrando al temple desde sus primeros pasos".
Por su parte, Rafael Ortega, que ha llegado a ser considerado "torero de la más pura tradición clásica", añadía un nuevo elemento al axioma de Belmonte, adelantándolo a los demás: "Lo que yo veo, para hacer el toreo puro, es esta continuidad: citar, parar, templar y mandar, y a ser posible cargando la suerte". Naturalmente, en su ensayo El toreo puro, Rafael Ortega se ocupa varias veces del concepto que aquí se estudia, templar. Así, afirma la importancia del ayudado por bajo para ahormar al toro: "Al principio de la faena el toro viene más violento y no se le puede templar como cuando ya está metido en la muleta". Y el ayudado se debe hacer así: "llevando la muleta por debajo de los pitones del toro, cargando la suerte, templando y arrematando los pases". Templar es fundamental para Ortega hasta para entrar a matar, en que hay que "pararlo, templarlo y salir limpio por el costillar".
Antonio Bienvenida asegura decididamente que el temple significa lentitud, es decir, conseguir refrenar a la res. Lo hace transmitiendo una experiencia biográfica muy significativa: "Templar es la capacidad que tienen algunos, pocos, toreros para frenar, digámoslo así, la embestida del toro, algo inefable, pero existente. Fíjate si esto es así que cuando íbamos los hermanos a hacer algún tentadero de esos en los que no hay invitados, nos entreteníamos en cronometrar los pases que dábamos a las becerras para ver si el siguiente lo podíamos dar con más lentitud. Era un ejercicio muy divertido y positivo. Se trataba, se trata, claro está, de torear lo más lentamente posible; quiero decir, sin que el toro te roce la muleta o el capote. Templar es eso".
José Tomás, a principios de su carrera, en 1997, concedió una larga entrevista a José Luis Ramón en la que muestra una singular firmeza de criterios. Entre otras muchas cuestiones habla de la dificultad de "cuajar" un toro con el capote. El periodista le pregunta si "por su velocidad o por su condición", y esta es la respuesta: "Por su condición. Lo de la velocidad puede llegar a ser lo de menos, porque yo siempre he pensado que si al toro le echas el capote despacio, puedes llegar a pararle". Periodista: "Me estás hablando de temple". Torero: " Claro, eso es el temple. En México una persona me contó que en la plaza del Toreo vio una vez [a] Antonio Ordóñez parar a un toro toreándole muy despacio. Yo lo he intentado hacer, y he visto que es cierto que a un toro le puedes frenar su velocidad toreándole despacio". En efecto, el temple será una de las características más señaladas a lo largo de la carrera de José Tomás. A modo de ejemplo, cuatro años después de la citada entrevista, sale dos veces a hombros de La Maestranza con tres orejas, los días 15 y 28 de abril de 2001, y los cronistas destacan su temple: "toreo auténtico, profundo, templado" (Antonio Lorca, El País); "virtud... del temple y la lentitud, una lentitud que a veces parecía increíble" (Marc Lavie, periodista francés); "para torear se toma su tiempo" (Joaquín Vidal, El País); "naturales lentos y largos" (Juan Posada, La Razón).
De otros toreros surge información a través de los escritores que siguen, aunque este artículo no pretenda exhaustividad, sino aportar solo información suficientemente contrastada sobre el contenido y el alcance de las palabras taurinas templar y temple.

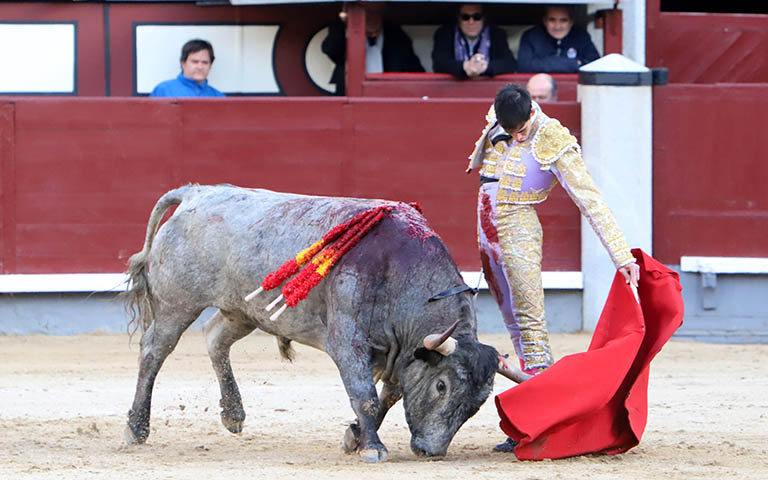
Remate del templado natural. Serie 3

## Interpretación del concepto por críticos y ensayistas
Gregorio Corrochano, en su primera edición de ¿Qué es torear?, afirma: Desde que Belmonte vino al toreo, el temple fue lo que definió su estilo. Todos sus toros iban toreados con tanta precisión [...] Por milímetros se podía medir la distancia de los ojos del toro al capote o a la muleta, [...] y como no había tirón violento que cortase el movimiento instintivo del toro, este seguía su movimiento inicial, mantenido por el temple, por la suavidad con que se movía aquello que perseguía [...] En conservar las distancias está, precisamente, el secreto del temple. Este fue el secreto del toreo de Belmonte; mucho temple en la mano, mucho temple en el ánimo". Esos renglones reflejan la definición básica de templar, pero ya parecen sugerir que la habilidad de templar, aunque de gran mérito, consiste en que el torero se adapta a la velocidad del toro con perfecta diacronía, sin más. El propio Belmonte, como hemos visto supra, iba más allá: refrenar la velocidad al son que deseaba el torero. Ese alcance no se lo da Corrochano, el crítico y ensayista taurino más prestigioso de aquella generación y de gran parte del siglo XX, como se puede observar diáfanamente en el siguiente pasaje: "Se templa el toreo, esto es, se busca la armonía del movimiento del toro que acomete y del movimiento del torero que torea; se templa el instinto con el instinto. Para torear hace falta temple. Temple en capote y muleta que se llevan al toro [...] Acaso el temple no esté bien definido y pueda confundirse con la lentitud. Esto equivaldría a confundir el agua templada con el agua caliente; ni caliente ni fría; a su temperatura, a su temple".
Contemporáneo a Corrochano, destacó otro crítico y ensayista taurino, César Jalón, de sobrenombre Clarito, que dice "al alcanzar mi madurez crítica", es decir, mucho después de la retirada de Belmonte, pero recordándole, define así el temple (las numerosas cursivas son suyas): "Consiste en pulsar y acompañar la suerte hasta obtener el máximo diminuendo posible del ímpetu o velocidad del toro: en suavizar hasta lo posible la crudeza de la embestida de los toros y en torearlos lo más despacio posible". Es decir, se enfrenta dialécticamente, muy rotundo, a Corrochano. Luego define la forma de torear del trianero, cargando la suerte, ligando, y termina así: "todo cadencia y suavidad, todo serenidad y lentitud". El mismo Clarito piensa que, "merced al precepto belmontino", el capote "suaviza -templa- al toro la aspereza de sus primeras embestidas", consiguiendo, como él mismo dijo una vez de Antonio Márquez, que "entre huracán y salga brisa, entre león y salga cordero, entre loco y salga cuerdo". Antes, al presenciar la alternativa de Márquez el 17 de mayo de 1923, en la corrida de la Beneficencia, ya vio que "torea de capa y muleta natural y templadamente", por lo que pronostica que "irá resplandeciendo".
Hubo un torero excepcional, algo más joven que Belmonte, que, como Joselito el Gallo, murió jovencísimo a causa de una triple cornada, en 1931. Tuvo dos apodos taurinos que se usan indistintamente: Curro Puya y Gitanillo de Triana. Era gitano, de Triana, como Belmonte, con quien se acarteló bastantes veces. Transcribiendo El Cossío: "Logró la perfección, especialmente con el capote, hasta tal punto que su verónica, expresivamente calificada de un minuto de silencio [sic], suave, lentísima, el cuerpo erguido, las piernas en posición de sustentarle, ni muy abiertas, ni juntos los pies, las manos bajas, puede quedar como modelo de hasta dónde ha llegado el esfuerzo del arte torero para dar a una suerte la máxima intensidad expresiva dentro de la más gallarda belleza plástica [...] expresión resumida de la realización nunca superada de una suerte básica de la lidia: la verónica". Debe ahondarse en esa formulación apelativa, "un minuto de silencio", que, como el tratadista aclara de seguido, se asocia a la forma "lentísima" de lancear la verónica. Ayuda a ello Guillermo Sureda: "¿Por qué se dice que Curro Puya, aquel inolvidable Francisco Vega de los Reyes, ha sido el mejor veroniqueador de la historia del toreo? Por una razón muy sencilla: porque ha sido, con gran diferencia, el que ha toreado a la verónica con más temple, es decir, con más lentitud. Corrochano pudo escribir este título: «Dime, Curro, ¿se te para el corazón cuando toreas?»". Sureda, como ya se apuntó en una referencia de la entrada de este artículo, defiende firmemente que templar, en su concepto mayor, significa conseguir la lentitud. En ese sentido, el caso de Gitanillo de Triana se muestra paradigmático: no puede pensarse que precisamente a él le tocaran siempre toros que embistieran despacio: su arte no consistía en acompasarse, sino que conseguía parar, refrenar la acometida del animal. Sureda lo plantea así: "Unos cuantos hombres pueden torear más lentamente que otros, y eso frente a un mismo toro, casi en el mismo instante: por ejemplo, en el tercio de quites". Cita Sureda también a Ramón Pérez de Ayala, que dejó escrito en Política y toros: "Belmonte es la emoción. Todo en él es pausado [...] Suspende el tiempo. Un solo pase de él dura una eternidad. Esto es lo que los técnicos llaman «torear templado»".
José Bergamín, escritor de la Generación del 27, gran aficionado, íntimo amigo de Ignacio Sánchez Mejías, escribió varios ensayos sobre tauromaquia, entre ellos, dos muy distanciados en el tiempo. En el primero, de 1930, en el que ensalza a Joselito el Gallo y desprecia a Belmonte, puede leerse su rechazo del temple en el toreo: "La falta de poder y bravura, de años, de casta, resta al toro el ímpetu en el empuje [...] lo que permite al torero pasarlo y eludir el peligro del cruce, simulando ventajosamente, en ralenti, una ficción de suerte: lo que llaman temple, templar; efectismo sin expresión ni estilo; amaneramiento afeminado, retorcido [...]; porque el único que templa es el toro". Pues bien, en el ensayo dedicado a Rafael de Paula, en 1981, dedica Bergamín un capítulo a reflexiones (muy literarias) sobre el tema: "Esto del temple en el toreo empezó con Juan Belmonte", y como el torero se había mostrado amablemente comprensivo con sus críticas, readapta su discurso: "En la ejecución de las «suertes» toreras, el temple no lo es tanto, a mi parecer, por el tiempo lento que vemos con los ojos, por esa espacializada y geometrizada temporalidad fugitiva, pasajera y «vista y no vista» (que, por su aparente lentitud nos parece a los ojos que se queda quieta) como por el pulso e impulso invisible de la sangre del corazón que late y arde en el toro como en el torero; yo diría que por su temperatura; que el temple -al menos en Belmonte- era más bien temperatura; cosa de la sangre, del corazón; emoción mágica o torera [...] Por eso, en los últimos años de su vida, cuando a Belmonte le pregunta un joven aprendiz de torero qué es lo que hay que hacer para torear bien, Belmonte le contestaba: «Olvídate de que tienes cuerpo». El temple en el toreo de Belmonte era un temple del alma".
Luis Bollaín, notario y escritor taurino, fue un gran seguidor de Juan Belmonte y sus escritos sobre él son imprescindibles, muy particularmente para dar su pleno significado a la trilogía belmontina tantas veces repetida: "parar, templar y mandar". En un artículo publicado en la revista El Ruedo sostiene que esos tres verbos, ni son "sumandos independientes", ni tienen "idéntico rango". Porque, aunque en el tiempo los tres verbos están en orden, existe, en conjunto, un orden interno: "Por el «temple», hacia el «mando», y por el «mando», hacia la «quietud»" (que es idea sinónima a parar). Y en conclusión solo hay un toreo: "el de «parar» a base de «temple» y «mando»". Según Bollaín, pues, el toreo empieza justamente en el temple. Y su definición de temple incluye la idea de lentitud: "Entiendo que «templar» es armonizar, hacer concorde, poner al mismo ritmo el movimiento del engaño y la embestida del toro. Mas para que la definición de temple -concordancia de movimientos- sea completa, es preciso añadir a ella estos dos ingredientes fundamentales: los movimientos concordados de engaño y toro han de ser «lentos»; esa lentitud ha de venir «impuesta» por el torero, el cual, en acto de soberanía artística -y cuando de toro pronto se trate-, «rompe» la marcha de su enemigo. En pocas palabras: pienso que hay, en el torero que templa, algo de poder mágico del hombre sobre la fiera, en el sentido de hacer que ésta «frene» su embestir, ponga su acometida a un ritmo más lento. El diestro que torea con temple mueve sus brazos -y con ello, el engaño- a velocidad inicialmente menor que la desarrollada por el toro. Este, por una especie de fascinación, «se pone al compás» del capote o de la muleta. Una vez lograda esta sincronización de movimientos del engaño y del toro -impuesta por aquél a éste- viene la necesidad de mantener el ritmo, el compás, hasta el final de la suerte. Que es el temple en su sentido más tangible". Como puede verse, Bollaín parte del ejemplo de Belmonte, y de su trilogía, para elevar una teorización general válida para cualquier diestro.
En la otra vertiente de la polémica (que, como se ha visto, es minoritaria), se sitúa el que fue torero y luego crítico taurino y ensayista, Juan Posada. Hablando de su admirado Rafael Ortega ("el más rabiosamente clásico de todos", entre los de su época), sostiene: El temple, concepto distinto de torear despacio, lo practicó como mandan los cánones: atemperando la velocidad de la muleta a la del toro, ya que, si se pretende reducirla, el resultado es el prendimiento del engaño por la res, que camina más deprisa".
Y para terminar, uno de los más prestigiosos críticos taurinos de finales del XX, que alcanzó el XXI: Joaquín Vidal. Alaba la labor del peón que colabora a ahormar los toros "templando la brusca embestida, que procura que sea muy larga"; y de ahí la alabanza del subalterno que sabe sacar partido del lance a una mano, que enseña al toro "a embestir con largura y continuidad", en contraste con abundantes lidias de "recortes, tirones del capote, lances destemplados [que] enseñan al toro a revolverse, a embestir sin ritmo, a cabecear". Por otro lado, en un capítulo dedicado a Domingo Ortega, transcribe las palabras del gran torero estudiado supra: "El toreo es también temple, que está en la palma de la mano. Que la quiera coger y no pueda. El diestro que se deja tropezar los engaños no torea de verdad, por muy en tipo que se ponga y aplauda el público". Y sigue Vidal: ""A juicio de Ortega, el mejor fue Curro Puya. Y entre los de la posguerra, Antonio Bienvenida: «Este muchacho tenía un gran sentido del toreo»". Después, en el artículo dedicado a El Estudiante, "un clásico del toreo", este le reconoce su admiración por Domingo Ortega como "el mejor de la posguerra", pero añade dos toreros previos que se han estudiado aquí: "Ahora bien, el diestro que más he admirado, ese es Gitanillo de Triana, también conocido por Curro Puya. Una vez toreé con Juan Belmonte y me quedé maravillado. Apenas dio media docena de muletazos; ¡pero qué muletazos!: ayudados embarcando suavemente al toro, ligándolos mediante un leve giro de muñeca y presentándole el reverso del engaño... ¡Asombroso, de verdad! Sin embargo, aquel toreo que se me quedó grabado de por vida, el que sintetiza arte, dominio y grandeza, es el de Gitanillo. Aunaba pureza y sentimiento como no haya visto jamás".